# Zapole (hromada Wielimcze)
Zapole (ukr. Запілля, Zapilla) – wieś na Ukrainie, w obwodzie wołyńskim, w rejonie kowelskim.
Do 2020 w rejonie ratnieńskim.